# Zoé Clauzure
Zoé Clauzure (Montrouge, 12 februari 2010) is een Franse zangeres. 

## Biografie
Clauzure werd geboren in Montrouge in het departement Hauts-de-Seine en begon op zesjarige leeftijd met pianolessen. In 2020 nam ze deel aan de Franse versie van The Voice Kids. Ze haalde daarin de halve finale.
Drie jaar later werd ze door France Télévisions intern geselecteerd om haar vaderland te vertegenwoordigen op het Junior Eurovisiesongfestival 2023, dat gehouden werd in eigen land, in Nice. Met het nummer Cœur wist ze het festival te winnen. Het was de derde Franse zege in de geschiedenis van het Junior Eurovisiesongfestival. Het was ook nog maar de tweede keer in de geschiedenis dat het gastland het festival ook wist te winnen.
2003: Dino Jelušić · 
2004: María Isabel · 
2005: Ksenia Sitnik · 
2006: The Tolmachevy Twins · 
2007: Aleksej Zjigalkovitsj · 
2008: Bzikebi · 
2009: Ralf Mackenbach · 
2010: Vladimir Arzumanian · 
2011: Candy · 
2012: Anastasija Petryk · 
2013: Gaia Cauchi · 
2014: Vincenzo Cantiello · 
2015: Destiny Chukunyere · 
2016: Mariam Mamadasjvili · 
2017: Polina Bogoesevitsj · 
2018: Roksana Węgiel · 
2019: Wiktoria Gabor · 
2020: Valentina · 
2021: Maléna · 
2022: Lissandro · 
2023: Zoé Clauzure
2004: Thomas Pontier · 
2018: Angélina Nava · 
2019: Carla · 
2020: Valentina · 
2021: Enzo · 
2022: Lissandro · 
2023: Zoé Clauzure